# Sinthaweechai Hathairattanakool
Sinthaweechai Hathairattanakool (Sakonnakhon, 23 marzo 1982) è un ex calciatore thailandese, di ruolo portiere.

## Palmarès

### Club

#### Competizioni nazionali
- Thailand Premier League: 1

Chonburi: 2007
- Thai FA Cup: 1

Chonburi: 2010

### Nazionale
- Southeast Asian Games: 2

Vietnam 2003, Filippine 2005
- VFF Cup: 1

2008

### Individuale
- Portiere thailandese dell'anno: 1

2008